# Непеин, Николай Изосимович
Николай Изосимович Непеин — рабочий Новосибирского завода «Электросигнал», заслуженный машиностроитель РСФСР, Герой Социалистического Труда.

## Биография
Родился 25 мая 1927 года в селе Вагайцево Ордынского района Новосибирской области. Там же окончил семилетнюю школу.
В сентябре 1944 года в 17-летнем возрасте призван в армию, зачислен в резервный полк, затем служил под Кёнигсбергом.
Демобилизовался в 1951 году. Окончил курсы токарей и работал в Новосибирске на заводе «Электросигнал», который в то время выпускал радиоприёмники 6Н-25, 7Н-27, радиолы «Чайка», «Восток» и «Арфа»: токарь, затем фрезеровщик и шлифовщик.
За период восьмой пятилетки (1966—1970) выполнил два пятилетних плана, девятую пятилетку (1971—1975) завершил за три с половиной года.
Указом Президиума Верховного Совета СССР от 2 февраля 1984 года присвоено звание Героя Социалистического Труда.
С 1995 г. на пенсии.
Умер в Новосибирске 6 апреля 2007 года. Похоронен на Гусинобродском кладбище.
Заслуженный машиностроитель РСФСР (1980). Награждён двумя орденами Ленина (1971, 2.02.1984), орденами Отечественной войны 2-й степени (11.03.1985), Трудовой Славы 3-й степени (1975), медалями. 